# 南福克鎮區 (明尼蘇達州卡內貝克縣)
南福克鎮區（英語：South Fork Township）是位於美國明尼蘇達州卡內貝克縣的一個行政鎮區。

## 地方資料
南福克鎮區的面積為94.22平方千米，當中陸地面積為94.00平方千米，而水域面積為0.22平方千米。根據2020年美國人口普查的數據，當地共有人口768人，而人口密度為每平方千米8.15人。